# Merle Louise
Merle Louise (eigentlich Merle Louise Simon; * 15. April 1934 in New York City als Merle Louise Letowt; † 11. Januar 2025) war eine US-amerikanische Schauspielerin, die vor allem für ihre Arbeit in den Musicals von Stephen Sondheim, z. B. als Bettlerin in Sweeney Todd, bekannt wurde.

## Karriere
Zu Beginn ihrer Karriere, sie trat noch als Merle Letowt auf, spielte sie die Rolle der „Thelma“ in der originalen Broadway-Produktion von Gypsy (1959). Später spielte sie die vierte Hauptrolle der „Dainty June“ während eines großen Teils der Originalproduktion und auf der ersten nationalen Tournee.
Louise kehrte im Musical Company (1970) in der Rolle der „Susan“ zum Broadway zurück. Ihr größter Erfolg war die Bettlerin in Sweeney Todd (1979), für die sie den Drama Desk Award in der Kategorie Outstanding Featured Actress in a Musical erhielt. Trotz ihres Erfolges war sie nicht in der nationalen Tournee vertreten, die auch auf Video aufgezeichnet wurde. In Into the Woods (1987) spielte sie drei Rollen zugleich: den Geist von Aschenputtels Mutter, die praktisch veranlagte Großmutter von Rotkäppchen und die Stimme der rachsüchtigen Riesin.
Louise war auch in Originalproduktionen anderer Broadway-Komponisten vertreten. Sie spielte „Madame Dienten“ in Jerry Hermans La Cage aux Folles (1983) und Molinas Mutter in John Kanders und Fred Ebbs Kuss der Spinnenfrau (1993). Diese Rolle spielte sie ebenfalls am Londoner West End, in Toronto und der nationalen Tournee.
Am Off-Broadway kreierte sie die Rolle der Cecily MacIntosh in Charlotte Sweet (1982). In regionalen Theatern spielte sie außerdem verschiedene Rollen in Klassikern.
Merle Louises Filmarbeit ist sehr begrenzt, vielen dürfte sie jedoch durch die Fernseh-Produktion von Into the Woods (1987) und einem Dokumentarfilm über den Original-Soundtrack von Company bekannt sein. Sie hatte außerdem einige Gastrollen wie 1998 in einer Folge der Fernsehserie Law & Order.
Louise stand weiterhin auf der Bühne. In letzter Zeit spielte die „Frau Schneider“ in Cabaret, „Mme. Armfeldt“ in A Little Night Music und „Jeanette“ in The Full Monty in Massachusetts. In New York trat sie in Luke Yankees preisgekrönter Show The Jesus Hickey (2020) auf.

## Broadway Credits (Auswahl)
- Gypsy (Thelma; später Dainty June) 1959
- Company (Susan) 1970
- Sweeney Todd (Bettlerin) 1979
- La Cage aux Folles (Mme. Dindon) 1983
- Into the Woods (Cinderella's Mother/Granny/Giantess) 1987–89
- Kuss der Spinnenfrau (Molinas Mutter) 1993
- Into the Woods (Cinderella's Mother/Granny/Giantess) 1997
- Billy Elliot (Großmutter) 2008

## Filmografie (Auswahl)
- 1987: Into the Woods
- 1991: American Playhouse (Fernsehserie, 1 Episode)
- 1998: Law & Order (Fernsehserie, 1 Episode)